# Aproximación de Boussinesq (ondas de agua)
Este artículo trata sobre la aproximación de Boussinesq para ondas en una superficie de fluido en movimiento libre. Para otras aplicaciones, vea la aproximación de Boussinesq

Simulación de olas periódicas sobre un banco submarino con un modelo tipo Boussinesq. Las olas se propagan sobre un cardumen submarino de forma elíptica en una playa plana. Este ejemplo combina varios efectos de las olas y las aguas poco profundas, incluidas la refracción, la difracción, el bajío y la no linealidad débil

En dinámica de fluidos, la aproximación de Boussinesq para las ondas de agua es una aproximación válida para las  ondas débilmente  no lineales y bastante largas. La aproximación recibe su nombre de Joseph Boussinesq, quien las derivó por primera vez en respuesta a la observación de John Scott Russell de la onda de traslación, también conocida como «onda solitaria» o solitón. El documento de 1872 de Boussinesq introduce las ecuaciones que ahora se conocen como las ecuaciones de Boussinesq.[1]
La aproximación de Boussinesq para las ondas de agua u olas, tiene en cuenta la estructura vertical de la velocidad de flujo horizontal y vertical. Esto da lugar a  ecuaciones diferenciales parciales no lineales, denominadas ecuaciones de tipo Boussinesq, que incorporan la dispersión de frecuencias, a diferencia de las ecuaciones de aguas poco profundas, que no son dispersivas de la frecuencia. En la ingeniería costera, las ecuaciones de tipo Boussinesq se utilizan frecuentemente en modelos informáticos para la simulación de las olas de agua en mares poco profundos y puertos.
Si bien la aproximación de Boussinesq es aplicable a las olas bastante largas, es decir, cuando la longitud de onda es grande en comparación con la profundidad del agua, la expansión de Stokes es más apropiada para las olas cortas, solo cuando la longitud de onda es del mismo orden que la profundidad del agua, o más corta.

## Aproximación de Boussinesq

Ondas periódicas en la aproximación Boussinesq, que se muestran en una sección transversal vertical en la dirección de propagación de ondas. Observe las vaguadas planas y las crestas afiladas, debido a la no linealidad de la onda. Este caso (dibujado en escala) muestra una onda con la longitud de onda igual a 39,1 m, la altura de onda es de 1,8 m (es decir, la diferencia entre la cresta y la elevación de la vaguada), y la profundidad media del agua es de 5 m, mientras que la aceleración gravitacional es de 9,81 m/s2.

La idea esencial en la aproximación de Boussinesq es la eliminación de la coordenada vertical de las ecuaciones de flujo, conservando al mismo tiempo algunas de las influencias de la estructura vertical del flujo bajo las ondas de agua. Esto es útil porque las ondas se propagan en el plano horizontal y tienen un comportamiento diferente, y no ondulatorio, en la dirección vertical. A menudo, como en el caso de Boussinesq, el interés se centra principalmente en la propagación de las ondas.
Esta eliminación de la coordenada vertical fue realizada por primera vez por Joseph Boussinesq en 1871, para construir una solución aproximada para la onda solitaria u onda de traslación. Posteriormente, en 1872, Boussinesq dedujo las ecuaciones conocidas hoy en día como las «ecuaciones de Boussinesq».
Los pasos en la aproximación de Boussinesq son:
- Las series de Taylor están hechas con la  velocidad del flujo horizontal y vertical, o potencial de velocidad, alrededor de un cierto obstáculo o elevación.
- Esta expansión o «serie de Taylor» está reducida a un número finito de términos
- La conservación de la masa —véase la ecuación de continuidad— para un fluido incompresible y la condición de rotacional cero, es decir, para un «flujo irrotacional», se utilizan para sustituir las  derivadas parciales verticales de las cantidades en la expansión de Taylor por  derivadas parciales horizontales.

A partir de esto, se aplica la aproximación de Boussinesq a las ecuaciones de flujo restantes, a fin de eliminar la dependencia de la coordenada vertical. Como resultado, las ecuaciones diferenciales parciales resultantes están solamente en términos de funciones de las coordenadas horizontales, y del tiempo.
Como ejemplo, consideremos el flujo potencial sobre un lecho horizontal en el plano (x,z) siendo (x) y (z)las coordenadas horizontales y verticales respectivamente. La base está situada en z = −h donde h es la profundidad  media del agua.
Una expansión de Taylor Basada en el potencial de velocidad φ(x,z,t)) alrededor del nivel del lecho z = −h:
{\displaystyle {\begin{aligned}\varphi \,=\,&\varphi _{b}\,+\,(z+h)\,\left[{\frac {\partial \varphi }{\partial z}}\right]_{z=-h}\,+\,{\frac {1}{2}}\,(z+h)^{2}\,\left[{\frac {\partial ^{2}\varphi }{\partial z^{2}}}\right]_{z=-h}\,\\&+\,{\frac {1}{6}}\,(z+h)^{3}\,\left[{\frac {\partial ^{3}\varphi }{\partial z^{3}}}\right]_{z=-h}\,+\,{\frac {1}{24}}\,(z+h)^{4}\,\left[{\frac {\partial ^{4}\varphi }{\partial z^{4}}}\right]_{z=-h}\,+\,\cdots ,\end{aligned}}}
donde φb(x,t) es el potencial de velocidad en el lecho. Utilizando la ecuación de Laplace para φ, como válida para flujo incompresible, se obtiene:
{\displaystyle {\begin{aligned}\varphi \,=\,&\left\{\,\varphi _{b}\,-\,{\frac {1}{2}}\,(z+h)^{2}\,{\frac {\partial ^{2}\varphi _{b}}{\partial x^{2}}}\,+\,{\frac {1}{24}}\,(z+h)^{4}\,{\frac {\partial ^{4}\varphi _{b}}{\partial x^{4}}}\,+\,\cdots \,\right\}\,\\&+\,\left\{\,(z+h)\,\left[{\frac {\partial \varphi }{\partial z}}\right]_{z=-h}\,-\,{\frac {1}{6}}\,(z+h)^{3}\,{\frac {\partial ^{2}}{\partial x^{2}}}\left[{\frac {\partial \varphi }{\partial z}}\right]_{z=-h}\,+\,\cdots \,\right\}\\=\,&\left\{\,\varphi _{b}\,-\,{\frac {1}{2}}\,(z+h)^{2}\,{\frac {\partial ^{2}\varphi _{b}}{\partial x^{2}}}\,+\,{\frac {1}{24}}\,(z+h)^{4}\,{\frac {\partial ^{4}\varphi _{b}}{\partial x^{4}}}\,+\,\cdots \,\right\},\end{aligned}}}
ya que la velocidad vertical ∂φ / ∂z es cero en el lecho horizontal impermeable para z = −h. Esta serie puede posteriormente reducirse a un número finito de términos.

## Ecuaciones originales de Boussinesq

### Derivación
Para las olas de agua en un fluido incompresible y el flujo irrotacional en el plano (x,z), las  condiciones límite en la elevación de la superficie libre z = η(x,t) son:
{\displaystyle {\begin{aligned}{\frac {\partial \eta }{\partial t}}\,&+\,u\,{\frac {\partial \eta }{\partial x}}\,-\,w\,=\,0\\{\frac {\partial \varphi }{\partial t}}\,&+\,{\frac {1}{2}}\,\left(u^{2}+w^{2}\right)\,+\,g\,\eta \,=\,0,\end{aligned}}}
donde:
u es la componente horizontal de la velocidad de flujo u = ∂φ / ∂x,
w es la componente vertical de la velocidad de flujo w = ∂φ / ∂z,
g es la  aceleración de la gravedad.
Ahora la aproximación de Boussinesq para el potencial de velocidad φ, como se ha indicado anteriormente, se aplica en estas condiciones límite. Además, en las ecuaciones resultantes sólo se conservan los términos lineales y cuadráticos con respecto a η y ub, con ub = ∂φb / ∂x, la una velocidad horizontal en el lecho de cota z = -h. Se supone que los términos de orden cúbico y superior son insignificantes. Entonces se obtienen las siguientes ecuaciones diferenciales parciales:
conjunto A - Boussinesq (1872), ecuación (25)
{\displaystyle {\begin{aligned}{\frac {\partial \eta }{\partial t}}\,&+\,{\frac {\partial }{\partial x}}\,\left[\left(h+\eta \right)\,u_{b}\right]\,=\,{\frac {1}{6}}\,h^{3}\,{\frac {\partial ^{3}u_{b}}{\partial x^{3}}},\\{\frac {\partial u_{b}}{\partial t}}\,&+\,u_{b}\,{\frac {\partial u_{b}}{\partial x}}\,+\,g\,{\frac {\partial \eta }{\partial x}}\,=\,{\frac {1}{2}}\,h^{2}\,{\frac {\partial ^{3}u_{b}}{\partial t\,\partial x^{2}}}.\end{aligned}}}
Este conjunto de ecuaciones se ha deducido para un lecho horizontal plano, i.e. la profundidad media h es una constante independiente de la posición x. Cuando los segundos términos de las ecuaciones anteriores se ponen a cero, se reducen a las «ecuaciones de aguas poco profundas».
conjunto B - Boussinesq (1872), ecuación (26)
{\displaystyle {\frac {\partial ^{2}\eta }{\partial t^{2}}}\,-\,gh\,{\frac {\partial ^{2}\eta }{\partial x^{2}}}\,-\,gh\,{\frac {\partial ^{2}}{\partial x^{2}}}\left({\frac {3}{2}}\,{\frac {\eta ^{2}}{h}}\,+\,{\frac {1}{3}}\,h^{2}\,{\frac {\partial ^{2}\eta }{\partial x^{2}}}\right)\,=\,0.}
A partir de los términos entre paréntesis, la importancia de la no linealidad de la ecuación puede expresarse en términos del número de Ursell.
En  cantidades adimensionales, utilizando la profundidad del agua h y la aceleración gravitatoria g para la no dimensionalidad, esta ecuación dice, después de la  normalización:

Velocidad de fase lineal al cuadrado c^{2}/(gh) en función del número de onda relativa kh.
A = Boussinesq (1872), ecuación (25),
B = Boussinesq (1872), ecuación (26),
C = teoría de ondas lineales completas, ver dispersión (ondas de agua)

{\displaystyle {\frac {\partial ^{2}\psi }{\partial \tau ^{2}}}\,-\,{\frac {\partial ^{2}\psi }{\partial \xi ^{2}}}\,-\,{\frac {\partial ^{2}}{\partial \xi ^{2}}}\left(\,3\,\psi ^{2}\,+\,{\frac {\partial ^{2}\psi }{\partial \xi ^{2}}}\,\right)\,=\,0,}
con:
| {\displaystyle \psi \,=\,{\frac {1}{2}}\,{\frac {\eta }{h}}}     | : la elevación de la superficie adimensional, |
| {\displaystyle \tau \,=\,{\sqrt {3}}\,t\,{\sqrt {\frac {g}{h}}}} | : el tiempo adimensional,                     |
| {\displaystyle \xi \,=\,{\sqrt {3}}\,{\frac {x}{h}}}             | : la posición horizontal adimensional.        |

### Dispersión de la frecuencia lineal
Las ondas de agua de diferentes  longitudes de onda viajan con diferentes  velocidades de fase, fenómeno conocido como «dispersión de frecuencia». En el caso de la  amplitud de onda infinitesimal, la terminología es dispersión lineal de la frecuencia. Las características de dispersión de frecuencia de una ecuación de tipo Boussinesq pueden utilizarse para determinar la gama de longitudes de onda, para la cual es una aproximación válida.
Las características lineales de  dispersión de frecuencia para el conjunto anterior A de ecuaciones son:
{\displaystyle c^{2}\,=\;gh\,{\frac {1\,+\,{\frac {1}{6}}\,k^{2}h^{2}}{1\,+\,{\frac {1}{2}}\,k^{2}h^{2}}},}
siendo:
- c la velocidad de fase,
- k el número de onda (k = 2π / λ, with λ the longitud de onda).

El error relativo en la velocidad de fase c para el conjunto A, en comparación con la  «teoría lineal para las ondas de agua», es menos del 4% para un número de onda relativa kh < ½ π. Por tanto, en las aplicaciones de ingeniería, el conjunto A es válido para longitudes de onda λ mayores que 4 veces la profundidad del agua h.
Las características lineales de la dispersión de frecuencia de la ecuación B son:
{\displaystyle c^{2}\,=\,gh\,\left(1\,-\,{\frac {1}{3}}\,k^{2}h^{2}\right).}
El error relativo en la velocidad de fase para la ecuación B es menor del 4% para kh < 2π/7, equivalente a las longitudes de onda λ más largas que 7 veces la profundidad del agua h, llamadas ondas relativamente largas. 
El conjunto original de dos ecuaciones diferenciales parciales (Boussinesq, 1872, ecuación 25, véase el conjunto A anterior) no tiene este defecto.
Las ecuaciones de aguas poco profundas tienen un error relativo en la velocidad de fase inferior al 4% para longitudes de onda λ superiores a 13 veces la profundidad del agua h.

## Ecuaciones y extensiones de tipo Boussinesq
Hay un número abrumador de modelos matemáticos que se denominan ecuaciones de Boussinesq. Esto puede llevar fácilmente a confusión, ya que a menudo se las denomina vagamente "las" ecuaciones de Boussinesq, cuando en realidad se considera una variante de las mismas. Por lo tanto, es más apropiado llamarlas ecuaciones de tipo Boussinesq. En sentido estricto, "las" ecuaciones de Boussinesq son el conjunto mencionado "B", ya que se utilizan en el análisis en el resto de su documento de 1872.
Algunas direcciones en las que se han extendido las ecuaciones de Boussinesq son:
- batimetría variable ,
- dispersión de frecuencia mejorada ,
- comportamiento  no lineal mejorado ,
- cuando se hace una  expansión de Taylor alrededor de diferentes elevaciones verticales,
- dividiendo el dominio del fluido en capas, y aplicando la aproximación de Boussinesq en cada capa por separado,
- inclusión de onda rompiente,
- inclusión de la tensión superficial,
- extensión a ondas internas en una  interfaz entre dominios de fluidos de diferente densidad,
- Derivación de un principio de variación.

## Más aproximaciones para la propagación de ondas unidireccionales
Mientras que las ecuaciones de Boussinesq permiten que las ondas viajen simultáneamente en direcciones opuestas, a menudo es ventajoso considerar sólo las ondas que viajan en una dirección. Bajo pequeñas suposiciones adicionales, las ecuaciones de Boussinesq se reducen a:
- la ecuación de Korteweg-de Vries para propagación de ondas en una dimensión horizontal,
- la ecuación de Kadomtsev – Petviashvili para la propagación de ondas (casi unidireccional) en dos dimensiones horizontales,
- la ecuación no lineal de Schrödinger (ecuación NLS) para la  amplitud de valor complejo de las ondas de banda estrecha (ondas lentamente moduladas).

Además de las soluciones de ondas solitarias, la ecuación de Korteweg-de Vries también tiene soluciones periódicas y exactas, llamadas  ondas cnoidales. Estas son soluciones aproximadas de la ecuación de Boussinesq.

## Modelos numéricos

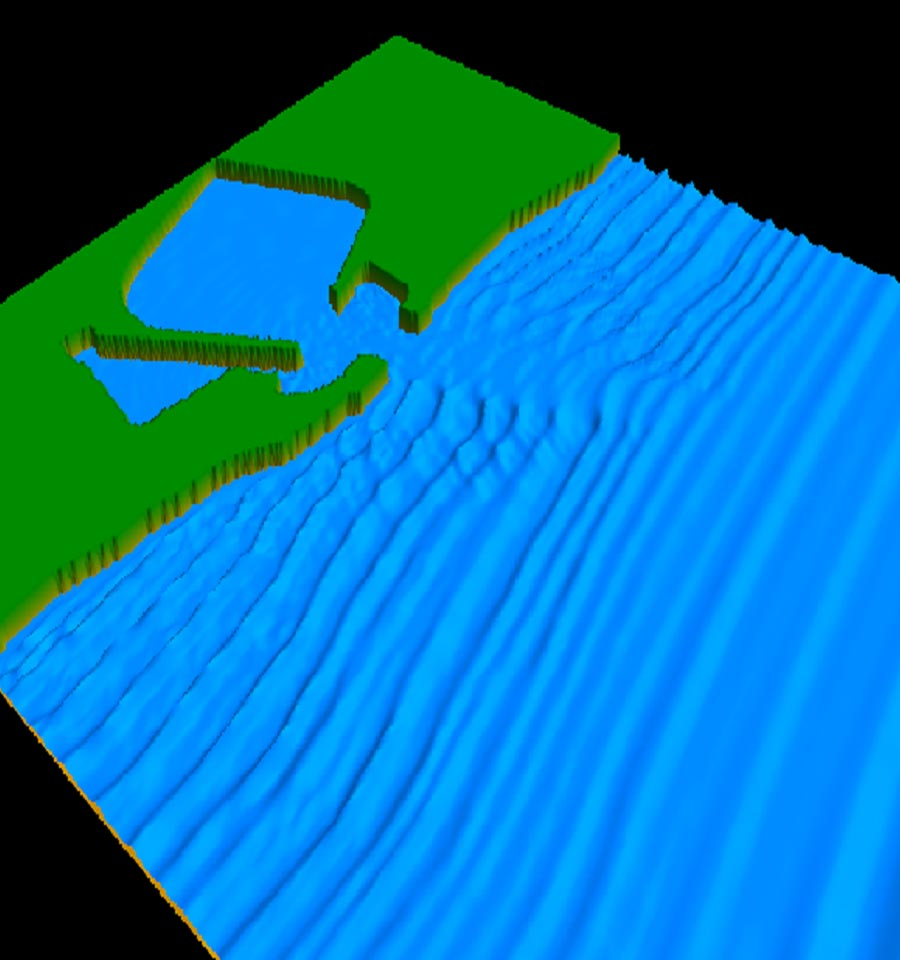
Una simulación con un modelo de olas tipo Boussinesq de olas cercanas a la costa que viajan hacia la entrada del puerto. La simulación es con el módulo de SMS BOUSS-2D

Más rápido que la simulación en tiempo real con el módulo Boussinesq de Celeris, que muestra la ruptura de las olas y la refracción cerca de la playa. El modelo proporciona un entorno interactivo

Para la simulación del movimiento de las olas cerca de las costas y puertos, existen modelos numéricos, tanto comerciales como académicos, que emplean ecuaciones de tipo Boussinesq. Algunos ejemplos comerciales son los módulos de ondas de tipo Boussinesq en «MIKE 21» y «SMS». Algunos de los modelos libres de Boussinesq son «Celeris»,[7] «COULWAVE»,[8] y «FUNWAVE».[9] La mayoría de los modelos numéricos emplean técnicas de diferencia finita, volumen finito o elementos finitos para la discretización de las ecuaciones del modelo. Revisiones científicas e intercomparaciones de varias ecuaciones de tipo Boussinesq, su aproximación numérica y rendimiento son, por ejemplo, Kirby (2003), Dingemans (1997, Parte 2, Capítulo 5) y Hamm, Madsen & Peregrine (1993).